# Nicolas Vereecken
Nicolas Vereecken (Beveren, 21 de febrero de 1990) es un ciclista belga. Debutó como profesional en las filas del conjunto An Post-ChainReaction y se retiró en el año 2017 tras militar en las filas del Roubaix-Lille Métropole.

## Palmarés
2013
- Stadsprijs Geraardsbergen

2015
- 1 etapa del Tour de Normandía

2016
- 1 etapa del Circuito de las Ardenas